# The Cold Lands
The Cold Lands ist ein US-amerikanisches Filmdrama des Regisseurs Tom Gilroy aus dem Jahr 2013. Der Film erlebte seine Premiere bei den Internationalen Filmfestspielen Berlin im Februar 2013 in der Sektion „Generation 14plus“. Er handelt von der Entwicklung eines Jugendlichen, die durch den Tod seiner freisinnig denkenden Mutter und das Zusammentreffen mit einem herumreisenden Händler geprägt ist.

## Handlung
Der 11-jährige Atticus lebt mit seiner Mutter Nicole in einem ärmlichen Holzhaus außerhalb eines Dorfes in den Catskill Mountains, im Bundesstaat New York. Trotz ihrer offensichtlichen Armut, die beispielsweise durch einen Stromausfall dargestellt wird, pocht die Mutter auf ihre Unabhängigkeit, besonders von der Sozialversicherung. Sie bringt ihrem Sohn vieles aus der amerikanischen Geschichte bei, etwa einen Aufstand der Landpächter im amerikanischen Anti-Rent-Krieg 1845.
Eines Tages kehrt Atticus von einer Geburtstagsfeier zurück und erfährt, dass seine Mutter gestorben ist. Nach der Diktion der Mutter, keine fremde Hilfe zu benötigen, flieht der Junge in den Wald und lebt dort mehrere Tage. Eine Idylle ist dieser Ort jedoch nicht mehr: überall liegt Müll herum, verrotten abgewrackte Autos, und eine private Schießanlage symbolisiert die Aggressivität der Menschen, die hier leben. Gleichzeitig erlebt er Märchenhaftes: der Geist der Mutter erscheint regelmäßig, mit ihm hält er ständigen Kontakt, und ein Rehkitz tritt zutraulich an ihn heran, ein Kontrapunkt zu einem erschossenen Rehbock, den er einst auf einem Wagen gesehen hatte.
Nach einigen Tagen im Wald stößt Atticus zufällig in der Nacht auf ein illegales Crystal-Meth-Labor und wird von den Dealern verfolgt. Ein Mann namens Carter aber rettet ihn, und mit ihm verbringt er die nächste Zeit. Carter ist Gelegenheitsarbeiter und fliegender Händler, eine Art Hippie, sein Zuhause ist sein Wagen, ein Zelt oder manchmal ein leerstehendes Haus, und seine Haupteinnahmequelle ist selbstgefertigter Silberschmuck. Er wird zu einer Art Mentor des Jungen.
Am Ende des Films gibt Atticus auf Anraten Carters eine Kette zurück, die er zuvor aus einem Ferienhaus gestohlen hatte. Nach der Rückgabeaktion scheint Carter verschwunden zu sein, und die ganze Labilität der Situation, in der der Junge steckt, wird deutlich.

## Hintergrund
Der Drehort war Rensselaerville, Albany County in den Catskill Mountains, wo Regisseur Gilroy ein Haus besitzt. Auch die meisten Schauspieler, insbesondere Silas Yelich, stammen aus diesem Ort. Dazu hatte der Regisseur dem Elfjährigen ein Jahr lang das Schauspielen beigebracht. Der Name Atticus stammt aus dem Roman Wer die Nachtigall stört der amerikanischen Schriftstellerin Harper Lee.
Die Figur des Gelegenheitsarbeiters Carter besitzt eine reale Grundlage: der Arbeiter nämlich, mit dem zusammen Gilroy sein Haus gebaut hat. Er fertigt auch jenen Schmuck an, der im Film gezeigt wird.
In einem Interview stellte der Regisseur die Hauptabsichten des Films heraus:

„Die Sorge um die Wohlfahrt unserer Kinder. … Was lehren wir sie? Welche Art zu leben lassen wir ihnen? Was für einen Planeten und was für eine Umwelt, was für eine Regierung und Sozialsystem überlassen wir ihnen? Überlassen wir ihnen eine Gemeinschaft, in der jeder mitarbeitet, um Sorge für den anderen zu tragen, oder überlassen wir ihnen eine Gemeinschaft, in der gilt: ‚Jeder für sich selbst‘?“

## Kritik
„Es ist selten geworden, in einem Film, besonders in einem Amerikanischen Film, Charaktere anzutreffen, die man auch außerhalb der Leinwand antreffen könnte – als ob man aus dem Kino ginge und draußen mit ihnen eine Unterhaltung führte.“

„Während dem Publikum durch einen bemerkenswert jungen Darsteller die Augen geöffnet werden, präsentiert uns Gilroy in einem unprätentiösem, aber den Verstand anregenden Portrait das Leben, wie es in unserem bewaldeten Hinterhof stattfindet, das wir noch nie zuvor in dieser Weise gesehen haben.“

## Auszeichnungen
- Nashville Film Festival – 2013, Special Jury Prize – Promising Actor (Silas Yelich)
- São Paulo International Film Festival – 2013, Best Feature Film (Nominiert)
- Sarasota Film Festival – 2013, Jury Prize – Narrative Feature Film Competition (Nominiert)